# Good manufacturing practice
Good Manufacturing Practices (goede manier van produceren) of GMP is een kwaliteitsborgingssysteem voor de humane en veterinaire farmaceutische industrie, de cosmetische industrie en de voedingsmiddelenindustrie. 
De kwaliteit van een geneesmiddel kan nooit helemaal vastgesteld worden door de samenstelling te analyseren. Niet alle mogelijke onzuiverheden kunnen worden aangetoond en niet elk pilletje kan worden geanalyseerd. De kwaliteit kan daarom alleen gewaarborgd worden indien ook het hele productieproces op een nauwkeurig voorgeschreven en gecontroleerde wijze wordt uitgevoerd.
Deze manier van produceren, genaamd Good Manufacturing Practice, is daarom een vereiste voor de productie van geneesmiddelen. 
Bij GMP gaat het er om, dat nauwkeurig is vastgelegd hoe en onder welke omstandigheden een product wordt gemaakt. Tijdens de productie worden alle grondstoffen, tussenproducten en eindproduct gecontroleerd en wordt het proces precies bijgehouden op het zogenaamde bereidingsprotocol. Mocht er achteraf toch iets mis blijken te zijn met een bepaalde partij medicijnen, dan kan men altijd achterhalen hoe het gemaakt is, wie het getest heeft, waar en welke grondstoffen er gebruikt zijn, enzovoort. 

## Principes
Enkele principes van GMP zijn:
- alle grondstoffen en verpakkingsmaterialen zijn vastgelegd en moeten voldoen aan de eisen (specificaties);
- de kwaliteit van grondstoffen en eindproducten wordt getest;
- alle procedures zijn vastgelegd in zogenaamde SOP's (Standard Operating Procedures) of ook wel 'werkvoorschriften' en het productieproces van iedere partij is vastgelegd in het chargebereidingsprotocol.
- al het personeel is gekwalificeerd en getraind voor de uit te voeren werkzaamheden; verantwoordelijkheden en taken zijn vastgelegd;
- fabrieks- en productieomstandigheden zijn ontworpen en worden gecontroleerd om verontreiniging tegen te gaan en verwisselingen te voorkomen;
- alle veranderingen in de werkvoorschriften en eventuele afwijkingen in de gevolgde procedures worden vastgelegd;
- het ligt vast wie eindverantwoordelijk is voor de kwaliteit van de producten en die persoon moet voor elke partij medicijnen schriftelijk verklaren of de vastgelegde procedures gevolgd zijn.
- de software die gebruikt wordt is gevalideerd
- de hardware die gebruikt wordt is gekwalificeerd
- geautomatiseerde systemen (soft- en hardware tezamen) zijn gevalideerd
- processen en procedures zijn gevalideerd.

## Geschiedenis
De 'Good Manufacturing Practices' zijn ontwikkeld in Europese landen (bijvoorbeeld in de vorm van de orange guide in Engeland), maar ook door de Food and Drug Administration (FDA) in Amerika.
De Europese landen zijn gaan samenwerken in de Pharmaceutical Inspection Convention en hebben gemeenschappelijke GMP richtlijnen opgesteld die door de EU geaccepteerd zijn.
Ook de Wereldgezondheidsorganisatie (WHO) hebben 'Good Manufacturing Practices' ontwikkeld in 1967 en vastgesteld door de 22e World Health Assembly en gepubliceerd in 1968. Een bijgewerkte versie is in 1971 gepubliceerd als supplement van de tweede editie van The International Pharmacopoeia. 
De GMP maken deel uit van het WHO Certification Scheme on the Quality of Pharmaceutical Products Moving in International Commerce (Wereldgezondheidsorganisatie certificeringsplan voor de kwaliteit van internationaal verhandelde farmaceutische producten). Nadien is het certificeringsplan nog uitgebreid met de certificering van: 
- Diergeneeskundige producten voor voedselproducerende dieren;
- Uitgangsmaterialen voor gebruik in toedieningsvormen, indien onderworpen aan wettelijke regelingen bij zowel de exporterende als de importerende lidstaat;
- Informatie over veiligheid en werkzaamheid.

Voor de cosmetische industrie bestaat de ISO-norm ISO 22716, "Richtlijn voor Good Manufacturing Practices".
Veel landen verwijzen naar de GMP principes in hun nationale wetgeving.

## Toepassingsgebied
De GMP richtlijnen hebben betrekking op de fabricage van geneesmiddelen in de vorm van eindproducten, inclusief de grootschalige productie van medicijnen in ziekenhuizen en de bereiding van medicijnen voor klinische tests. Indien op bepaalde gronden van deze richtlijnen wordt afgeweken, moet worden aangetoond dat hetzelfde kwaliteitsniveau gegarandeerd blijft. 
Veiligheid van personeel en omwonenden en milieubescherming vallen buiten het werkingsgebied van deze richtlijnen. 

## Eisen van Good Manufacturing Practices

### Basisbegrippen
GMP is een onderdeel van kwaliteitsborging (of Quality Assurance). In zijn algemeenheid omvat kwaliteitsborging naast GMP ook terreinen als productontwerp en productontwikkeling. 
Kwaliteitsborging is het geheel van handelingen die er voor moeten zorgen dat er voldoende zekerheid over is, dat een product of dienst aan de gestelde kwaliteitseisen voldoet. 
Kwaliteitsborging is een van de basiselementen van kwaliteitsmanagement. 
Het belang van kwaliteitsmanagement is cruciaal. Men hoeft zich maar even voor te stellen wat er zou gebeuren als er fouten worden gemaakt bij de productie van geneesmiddelen en die te laat ontdekt zouden worden. Naast het menselijk leed dat hierdoor veroorzaakt zou kunnen worden, zou het voor de reputatie van het farmaceutische bedrijf een ramp betekenen. 

## GMP

### Belangrijkste risico's
'Good manufacturing practice' voor farmaceutische producten is vooral gericht tegen de risico's die inherent zijn aan de geneesmiddelenproductie, zoals met name: 
- kruisverontreiniging (verontreiniging van het ene geneesmiddel met bestanddelen van een ander geneesmiddel);
- verwisselingen (vergissingen) veroorzaakt door foute etiketten en dergelijke.

Bijvoorbeeld, paragraaf 16.28 schrijft voor dat het vullen en sluiten zo snel mogelijk gevolgd moet worden door het etiketteren, zodat de kans op tussentijdse verwisseling geminimaliseerd wordt. 

### Eisen
GMP geeft richtlijnen met betrekking tot: 
- De productiefaciliteiten en het personeel
- De procedures
- Documentatie

De GMP richtlijnen bevatten nadere detailleringen van elk van die vereisten. 

#### Productiefaciliteiten en personeel
GMP vereist: 
- Alle benodigdheden zijn beschikbaar zoals:
  - goed getraind, gekwalificeerd personeel,
  - geschikte apparatuur,
  - goede materialen, containers en etiketten,
  - goedgekeurde werkvoorschriften,
  - geschikte opslag en transport,
  - adequaat personeel, laboratoria en instrumenten voor interne kwaliteitscontroles.
- Werkinstructies (Standard Operating Procedures) - Werkinstructies zijn in duidelijke taal geschreven en toegespitst op de plaatselijke situatie.
- Training - Bedieningspersoneel is getraind in het uitvoeren van de werkinstructies.
- Documentatie - Alles moet duidelijk op papier staan en de geschiktheid van personeel, gebouwen en installaties moet zijn aangetoond. 
  - informatie op etiketten en wijze van etikettering van grondstoffen, tussen- en eindproducten

GMP vereist bijvoorbeeld dat het personeel regelmatig medisch gekeurd wordt. Personeel dat visuele inspecties uitvoert moet ook een keuring van het gezichtsvermogen ondergaan.

#### Procedures
GMP vereist: 
- Er zijn helder beschreven, bewezen, betrouwbare fabricageprocessen aanwezig.
- Inspecties en validaties worden uitgevoerd.
- Tijdens de fabricage wordt (handmatig of geautomatiseerd) geregistreerd of alle stappen juist zijn uitgevoerd. Afwijkingen van de instructies worden uitgebreid vastgelegd en onderzocht.
- De complete geschiedenis van elke partij (van grondstof tot klant) wordt zo bewaard dat hij gemakkelijk nagezocht kan worden.
- De producten worden op de juiste wijze opgeslagen en vervoerd.
- Er is een methode om partijen zo nodig terug te halen uit de verkoop.
- Klachten over kwaliteitsproblemen worden adequaat afgehandeld en onderzocht. Zo nodig worden maatregelen genomen om herhaling te voorkomen.

GMP vereist ook een grondige handhaving van de hygiëne. Als iemand, bijvoorbeeld vanwege een besmettelijke ziekte of open wond, een gevaar vormt voor de productkwaliteit, moet hij dit melden en moeten maatregelen genomen worden.

### Verantwoordelijkheden
GMP legt een reeks verantwoordelijkheden bij personeel op sleutelposities (key personnel), zoals: 
- hoofd productie
- hoofd kwaliteitsbewaking
- de geautoriseerde persoon

De geautoriseerde persoon is ervoor verantwoordelijk, dat alle procedures in overeenstemming zijn met de richtlijnen, en dat de geneesmiddelen in overeenstemming met die procedures worden gefabriceerd en behandeld. Hij of zij tekent (letterlijk) voor elke partij geneesmiddelen die van de fabriek af komt. 
De (hoogste) manager is verantwoordelijk dat hun producten:
- voldoen aan de wettelijke eisen van de nationale autoriteit voor geneesmiddelen;
- geen gevaar opleveren voor patiënten door gebrekkige veiligheid, kwaliteit of werkzaamheid.
- geschikt zijn voor het doel waarvoor ze bestemd zijn;